# René Lezard
René Lezard Mode AG (Eigenschreibweise RENÉ LEZARD Mode) war eine 1978 in Schwarzach am Main gegründete deutsche Modemarke. Das Unternehmen wurde 1978 von Adolf Vetter und Thomas Schaefer gegründet. Es stellte Mode im Premiumsegment her.

## Unternehmen
Hauptsitz des Unternehmens René Lezard mit über 280 Mitarbeitern war Schwarzach am Main im Landkreis Kitzingen. Hauptabsatzmarkt waren die europäischen Länder. René Lezard betrieb eigene Geschäfte in mehreren deutschen Großstädten sowie Kaufhäusern, zudem mehrere Outletstores in verschiedenen Regionen in Deutschland, in Salzburg (Österreich), und den Niederlanden. Außerdem wurden die Kollektionen über nationale und internationale Showrooms vertrieben.
2017 stellte das Unternehmen erstmals Antrag auf Insolvenz.
Der Geschäftsbetrieb der René Lezard Mode GmbH wurde in eine neue Aktiengesellschaft, die René Lezard Mode AG, übertragen. 70 Prozent der neu ausgegebenen Aktien wurden an die Anleihegläubiger der René Lezard Mode GmbH übertragen, 30 Prozent an verschiedene private Investoren, die gleichzeitig die Betriebsgebäude von René Lezard in Schwarzach erwarben.  Seit dem 15. Februar 2018 war Isabella Hierl CEO.
Anfang November 2019 wurde bekannt gegeben, dass das Unternehmen im Januar 2020 den Geschäftsbetrieb nach erneuter Insolvenz endgültig einstellt. Über mehrere Monate konnte kein neuer Investor gefunden werden. Allen verbliebenen Mitarbeitern wurde gekündigt, die Filialen wurden nach einem Abverkauf bis Ende Januar 2020 geschlossen.